# Кішангандж
Кішангандж (англ. Kishanganj, гінді किशनगंज) — місто в індійському штаті Біхар, адміністративний центр округу Кішангандж.

## Географія
Лежить на висоті близько 72 метрів над рівнем моря дещо на схід 
від річки Махананда.

### Клімат
Місто знаходиться у зоні, котра характеризується вологим субтропічним кліматом. Найтепліший місяць — червень із середньою температурою 28.9 °C (84.1 °F). Найхолодніший місяць — січень, із середньою температурою 16.1 °С (60.9 °F).
| Клімат Кішанганджа      | Клімат Кішанганджа | Клімат Кішанганджа | Клімат Кішанганджа | Клімат Кішанганджа | Клімат Кішанганджа | Клімат Кішанганджа | Клімат Кішанганджа | Клімат Кішанганджа | Клімат Кішанганджа | Клімат Кішанганджа | Клімат Кішанганджа | Клімат Кішанганджа | Клімат Кішанганджа |
| Показник                | Січ.               | Лют.               | Бер.               | Квіт.              | Трав.              | Черв.              | Лип.               | Серп.              | Вер.               | Жовт.              | Лист.              | Груд.              | Рік                |
| Середній максимум, °C   | 23,4               | 25,9               | 31,5               | 34,7               | 34,5               | 33,5               | 31,9               | 31,9               | 31,9               | 31,3               | 28,6               | 24,9               | 30,3               |
| Середня температура, °C | 16,1               | 18,3               | 23,4               | 27,4               | 28,7               | 29                 | 28,5               | 28,5               | 28,1               | 26,3               | 21,7               | 17,6               | 24,5               |
| Середній мінімум, °C    | 8,8                | 10,7               | 15,3               | 20,1               | 23                 | 24,5               | 25                 | 25,2               | 24,3               | 21,4               | 14,9               | 10,3               | 18,6               |
| Норма опадів, мм        | 12                 | 11.9               | 15.3               | 38.8               | 119.1              | 279.3              | 426.7              | 332.1              | 279.9              | 90.9               | 7.6                | 3.1                | 1616.7             |
| ----------------------- | ------------------ | ------------------ | ------------------ | ------------------ | ------------------ | ------------------ | ------------------ | ------------------ | ------------------ | ------------------ | ------------------ | ------------------ | ------------------ |
| Джерело: Weatherbase    |                    |                    |                    |                    |                    |                    |                    |                    |                    |                    |                    |                    |                    |